# Otto van Veen
Otto van Veen, também conhecido por seu nome latinizado Otto Venius ou Octavius Vaenius, (c.1556 – 1629) foi um pintor, desenhista e humanista que viveu em Antuérpia e Bruxelas no final do século XVI e começo do século XVII.
Tinha um grande estúdio em Antuérpia, onde produziu vários livros de emblemas (Quinti Horatii Flacci emblemata (1607), Amorum emblemata (1608) e  Amoris divini emblemata (1615)), tendo sido professor de Peter Paul Rubens. Nasceu em Leiden, em 1556, onde seu pai era burgomestre (prefeito). Foi aluno de Isaac Claesz van Swanenburg até outubro de 1572, quando a família se mudou para Antuérpia e depois para Liège. Estudou também com Dominicus Lampsonius e Jean Ramey antes de viajar para Roma, onde ficou por cinco anos estudando com Federico Zuccari.
Carel van Mander afirma que van Veen trabalhou nas cortes de Rodolfo II do Sacro Império Romano-Germânico, em Praga, e Guilherme V da Baviera, em Munique, antes de retornar para os Países Baixos. In Bruxelas, foi pintor da corte do governador dos Países Baixos do Sul, Alexandre Farnésio de Parma e Placência até 1592.
Após tornar-se mestre da Guilda de São Lucas, em 1593, van Veen trabalhou no altar da Catedral de Antuérpia. Ajudou Ernesto, Arquiduque da Áustria a adquirir importantes obras flamengas pintadas por Hieronymus Bosch e Pieter Bruegel, o Velho.
No século XVII, van Veen trabalhou para Alberto VII da Áustria e Isabel Clara Eugénia da Áustria, mesmo não sendo pintor da corte. Teve doir irmãos que foram pintores: Gijsbert van Veen (1562-1628) foi um respeitado gravador e Pieter foi um pintor amador. Sua filha, Gertruid, também foi pintora.  Morreu em Bruxelas.